# Yann Benedick
Yann Benedick (*  1. Februar 1992 in Straßburg) ist ein französischer Fußballspieler.

## Karriere
Benedick begann mit dem Fußballspielen beim FA Illkirch-Grafenstaden. Anschließend spielte er in der Jugendabteilung von Racing Straßburg. Am 17. Oktober 2010 machte er sein erstes Spiel für die Racings erste Mannschaft in einem Vorausscheidungsspiel zur Coupe de France 2010/11 gegen Ohlungen (3:0). Sein erstes Spiel in der Championnat de France National, der dritten französischen Liga, machte er am 23. Oktober 2010 im Spiel gegen UJA Alfortville (4:0).
Zur Saison 2011/12 wechselte Benedick in die Ligue 2 zu Stade Reims. Hier kam er nur in einem Pokalspiel zum Einsatz und spielte ansonden in der 2. Mannschaft. Im Januar 2013 wechselte er auf Leihbasis zu Racing Straßburg und wurde im Sommer 2014 wieder an Stade Reims zurückgegeben. Auch beim zweiten Anlauf kam er hier nicht über die Reservemannschaft hinaus und wechselte ein Jahr später zu US Sarre-Union.
Seit 2016 spielt er nun für den FC Villefranche, aktuell in der drittklassigen National.